# Vicovaro
Vicovaro är en ort och kommun i storstadsregionen Rom, innan 2015 provinsen Rom, i regionen Lazio i Italien. Kommunen hade 3 905 invånare (2018).
Bland stadens sevärdheter finns kyrkan San Pietro och Palazzo Cenci Bolognetti.